# 감지금니 묘법연화경 권6
감지금니 묘법연화경 권6(紺紙金泥 妙法蓮華經 卷六)은 서울특별시 용산구 국립중앙박물관에 있는, 검푸른 종이에 금가루를 사용하여 불경을 옮겨 쓴 묘법연화경이다. 1963년 1월 21일 대한민국의 보물 제270호로 지정되었다.

## 개요
묘법연화경은 줄여서 ‘법화경’이라고 부르기도 하는데, 우리나라 천태종의 근본경전으로 부처가 되는 길이 누구에게나 열려 있다는 것을 기본사상으로 하고 있다. 화엄경과 함께 우리나라 불교사상의 확립에 크게 영향을 끼쳤으며, 우리나라에서 유통된 불교경전 가운데 가장 많이 간행된 경전이다.
감지금니묘법연화경 권6(紺紙金泥妙法蓮華經 卷六)은 검푸른 종이에 금가루를 사용하여 불경을 옮겨 쓴 것으로, 묘법연화경 7권 가운데 권 제6에 해당한다. 병풍처럼 펼쳐서 볼 수 있는 형태이며, 접었을 때의 크기는 세로 34.8㎝, 가로 10.6㎝이다. 책의 끝부분에 있는 기록을 통해 고려 우왕 14년(1388)에 노유린의 시주로 만들었음을 알 수 있다.
표지 문양 및 글씨 등이 세련되지 못하여 전체적인 품격은 떨어지나 책의 끝부분에 간행기록이 있어 만들어진 연대를 정확하게 알 수 있기 때문에 가치가 크다.

## 같이 보기
- 묘법연화경

## 참고 자료
- 감지금니 묘법연화경 권6 - 국가유산청 국가유산포털